# جيويا سانيتيكا
جيويا سانيتيكا (بالإيطالية: Gioia Sannitica)‏ هي كومونا في مقاطعة كزرتة في منطقة كمبانية الإيطالية، وتقع على بعد 50 كيلومترًا (31 ميلًا) شمال شرق نابولي، و30 كيلومترًا (19 ميلًا) شمال شرق كزرتة.